# Affogato
Affogato (italiensk: "druknet") er en kaffebaseret drik. Den indeholder normal en kugle vanilje gelato eller is med et "shot" varm espresso over toppen. Nogle varianter kan også inkludere et mål Amaretto eller anden likør.